# 타나 모조
타나 모조(Tana Mongeau, 1998년 6월 24일 ~ )는 미국의 유튜버 및 래퍼이다. 스토리타임 영상으로 잘 알려져 있고, 2019년에 스트리미 어워드 올해의 크리에이터상을 수상했다.

## 경력
모조는 2017년 11월에 데뷔 싱글 "Hefner"를 발매했고, 토크쇼 Maury에 출연했다. 2019년 여름에 리얼리티 시리즈 MTV No Filter: Tana Turns 21에 출연했고, 2022년에 와인 브랜드 디지 와인을 설립했다.

## 논란
모조는 트위터에서 유튜버 아이덥즈(iDubbbz)가 "니거"를 농담으로 사용하는 것을 비판하며 그에게 자살하라고 했다. 이후 아이덥즈가 그녀의 팬미팅에서 그녀에게 "say nigger"라고 말하자, 모조는 2017년 1월에 올린 "The N Word"라는 동영상에서 이 사건에 대해 설명했다. 이에 아이덥즈는 그녀가 이전에 이 단어를 부정적인 의미로 사용한 사례를 들어 그녀의 위선을 지적했다. 모조는 2월에 해당 단어를 사용한 것에 대해 사과했다.
비드콘(VidCon) 2017 주최 측이 그녀에게 "특별 크리에이터(featured creator)" 자격을 주지 않자, 모조는 2018년 5월에 비드콘에 대항하여 타나콘(TanaCon)이라는 자체 컨벤션을 6월 22일에서 23일까지 개최한다고 발표했다. 타나콘은 6월 22일에 캘리포니아주 애너하임 메리어트 스위트에서 열렸으며, 같은 날에 취소되었다. 4,000명에서 5,000명이 참석했으나, 메리어트는 그렇게 많은 사람들을 수용할 수 없었다. 참석자들은 음식과 물이 부족하고 햇빛 아래 오랜 시간 동안 서 있었다고 불평했다. 모조는 이에 대해 사과했고 환불이 이루어질 것이라고 발표했다. 이후 비드콘은 2019년 5월에 그녀를 특별 크리에이터로 초대할 것이라고 밝혔다.

## 사생활
모조는 자신이 양성애자임을 공개적으로 밝혔다. 유튜브 활동 시작 당시 소머 홀링스워스와 연인 관계였으며, 홀링스워스는 2017년 6월에 모조와 헤어지기 전까지 그녀의 여러 브이로그에 등장했다. 모조는 2017년 여름부터 2019년 2월까지 벨라 손과 교제했다.
2019년 4월에 제이크 폴과 사귀기 시작했다. 두 사람은 6월에 약혼을 발표했지만, 많은 팬들과 평론가들은 약혼이 사실이라고 생각하지 않았다. 폴과 모조는 7월에 결혼했으나, <인터치>는 이들이 결혼식 전에 결혼 허가를 받지 않았으며 주례자 역시 네바다 주로부터 면허를 받지 않았다고 보도했다. 즉 이 결혼은 법적 구속력이 없었다. 결혼식은 MTV No Filter: Tana Turns 21 방송을 위해 녹화되었고, 모조는 방송의 한 에피소드에서 결혼식이 "재미와 콘텐츠를 위해 하고 있는, 재미있고 가벼운 것"이라고 밝혔다. 두 사람은 2020년 1월에 결별을 발표했다.

## 음반 목록

### 싱글
| 제목                                   | 연도 | 음반               |
| -------------------------------------- | ---- | ------------------ |
| "Hefner"                               | 2017 | 비음반 싱글        |
| "Deadahh" (with Lil Phag and Dr. Woke) | 2017 | God Hates Lil Phag |
| "W"                                    | 2018 | 비음반 싱글        |
| "Fuck Up"                              | 2018 | 비음반 싱글        |
| "FaceTime"                             | 2019 | 비음반 싱글        |
| "Without You"                          | 2020 | 비음반 싱글        |

## 출연 작품
| 연도       | 제목                         | 역할    | 비고              |
| ---------- | ---------------------------- | ------- | ----------------- |
| 2016–2017  | Shane and Friends            | 본인    | 게스트; 4회       |
| 2017, 2019 | Escape the Night             | 살룬 걸 | 주연 (시즌 2 & 4) |
| 2019–2020  | MTV No Filter: Tana Turns 21 | 본인    | 주연              |

## 수상 및 후보
| 연도 | 시상식          | 부문                 | 후보             | 결과 | 각주   |
| ---- | --------------- | -------------------- | ---------------- | ---- | ------ |
| 2019 | 스트리미 어워드 | 올해의 크리에이터    | 본인             | 수상 | [ 20 ] |
| 2019 | 스트리미 어워드 | 최우수 앙상블 캐스트 | Escape the Night | 후보 | [ 20 ] |